# Aéroport de Ngoma
L'aéroport de Ngoma est un aéroport situé en Zambie.